# Mehdi Tigrine
Mehdi Tigrine (Gent, 29 oktober 1986) is een Algerijns-Belgisch wielrenner die anno 2018 rijdt voor Java Partizan. Hij is de achterkleinzoon van Achilles Mussche.

## Carrière
Sinds 1 oktober 2006 bezit Tigrine de Algerijnse nationaliteit, waardoor hij uit kan komen voor de nationale ploeg van Algerije. Begin 2007, namens het Franse Team Technica, reed hij enkele opvallende resultaten in Franse voorjaarsklassiekers waardoor hij opgenomen werd in de Algerijnse selecties voor de Grote Prijs van Sharm el-Sheikh en de Ronde van Egypte.

## Ploegen
- 2016 –  Massi-Kuwait Cycling Project (vanaf 20-3)
- 2017 –  Massi-Kuwait Cycling Project (vanaf 4-4)
- 2018 –  Java Partizan

Alfian · Ford · Galović · N. Jovanović · S. Jovanović · Kastrantas · Kervadec · Keuser · Klisurić · Roman · Rugg · Schils · Tigrine · Veselinović